# Київський академічний театр українського фольклору «Берегиня»
Київський академічний театр українського фольклору «Берегиня» — академічний театр у Києві.

## Історія
Театр «Берегиня» був створений у 1988 році за ініціативою групи фольклористів під керівництвом народного артиста України Миколи Буравського при підтримці Національної спілки композиторів України, Національної спілки письменників України та Інституту мистецтвознавства, фольклористики та етнології імені М. Т. Рильського НАН України.
У 2004 році театру «Берегиня» за видатні досягнення у розвитку українського музичного мистецтва було надано статус академічного (Наказ Міністерства культури і мистецтв України від 15.09.2004 р. № 629).

## Гастрольна діяльність
Київський академічний театр українського фольклору «Берегиня» гідно представляє українську національну культуру за межами нашої держави. Його гастролі відбулися у Німеччини, Польщі, Нідерландах, Болгарії, Іспанії, Монако, Австрії, Франції, Італії, Єгипті, Туреччини, Греції, Швейцарії, Румунії, Ізраїлі, Південно-Африканської Республіки, Кореї, Японії та інших державах світу. На Міжнародному конкурсі в Йоганнесбурзі (ПАР) театр «Берегиня» виборов п'ять золотих і один срібний сертифікат, здобувши загалом перше місце серед учасників фестивалю. На Міжнародному конкурсі в Пхеньяні (КНДР) конкурсні програми театру були відзначені двома золотими, двома срібними призами, двома міжнародними преміями та Головним кубком мистецького конкурсу.

## Трупа
Творчий склад театру українського фольклору «Берегиня» — це професійні виконавці — співаки, музиканти та танцювальна група. У різний час тут працювали заслужені артисти України: Надія Буравська, Анатолій Пахомов, Степан Школьний, Ярослав Цебринський, Тетяна Халаш, 18 лауреатів Міжнародних конкурсів. Музичний супровід вистав виконується, як на професійних музичних інструментах, так і на маловідомих звукових, шумових та епізодичних народних інструментах, які ще виразніше підкреслюють музичні особливості виконуваних творів певного регіону України. Сценічне вбрання артистів виготовлене за зразками справжніх етнографічних костюмів, над якими працювали найкращі художники України.
У 1995 році при театрі створено дитячий фольклорний ансамбль «Берегинька», який нині є лавреатом багатьох Міжнародних та Всеукраїнських фестивалів.

## Репертуар
Київський академічний театр українського фольклору «Берегиня» покликаний на професійному рівні інсценувати кращі зразки національної музично — хореографічної спадщини, розкривати особливості культурно-історичних традицій українського народу.  У репертуарі театру концертні програми та тематичні вистави, які побудовані на основі використання фольклорно-етнографічних записів народних обрядів, звичаїв та ритуалів, пісень, музики та танців, дотепного народного гумору.
- «Славні козаки запорожці»
- «Любітеся, брати мої»
- «Партизанська слава»
- «Женчики»
- «Український вертеп»
- «Наддніпрянське весілля»
- «Купальські вогні»
- «Веснянки»
- «Українське народне багатоголосся»
- «Чумацький шлях»
- «І чужому научайтесь, і свого не цурайтесь»
- «Русалії»
- «Я — твоя доля» За творами Л.Українки